# Buick Modell 26
Der Buick Modell 26 war ein zweisitziger Personenkraftwagen, der nur im Modelljahr 1911 von  Buick in den USA als neues Mittelklassemodell gebaut wurde. Im zur Seite wurde ein fünfsitziger Tourer, das Modell 27 gestellt. 1912 ersetzten sie die Modelle 28 und 29, 1913 hießen die neuen Wagen Modelle 30 und 31. Im Folgejahr wurden die Modelle B-36, B-37 und B-38 aufgelegt, die neben etwas größeren Motoren auch eine Coupé-Variante boten. 1915 fanden Roadster und Tourer in den Modellen C-36 und C-37 ihre Fortsetzung; das Coupé entfiel wieder.

## Von Jahr zu Jahr

### Modelle 26 und 27 (1911)
Die Modelle 26 (Roadster) und 27 (Tourenwagen) wurden 1911 als neue Mittelklassewagen vorgestellt. Beide Modelle waren mit Vierzylinder-Reihenmotoren ausgestattet, die bei einem Hubraum von 3.294 cm³ eine Leistung von 25,6 bhp (19 kW) entwickelten. Der Radstand der mit einem Kardanantrieb, Frontmotor und Hinterradantrieb versehenen Roadster betrug 2.540 mm, der der Tourenwagen 2.692 mm. Die Wagen besaßen Stirnradgetriebe mit 3 Vorwärtsgängen. Der Roadster war in grau („kriegsschiffgrau“) gehalten, der Tourenwagen war mit dunkelblauer Karosserie und weißen Holzspeichenrädern erhältlich.
Das Modell 26 entstand rund 1000 mal, das Modell 27 wurde etwa 3000 mal hergestellt.

### Modelle 28 und 29 (1912)
1912 ersetzten die Modelle 28 (Roadster) und 29 (Tourenwagen) die Typen 26 und 27. Die Wagen waren als 2- oder 4-sitziger Roadster mit 2 Türen oder 5-sitziger Tourenwagen mit 3 Türen (Die Fahrertür fehlte) erhältlich. Motor und Technik der Vorgänger wurde übernommen; neu waren die Türen. Der Radstand der Wagen betrug einheitlich 2.743 mm. Der Roadster war in zweifarbig-weinrot-schwarzer oder grauer Karosserie mit blau-schwarzen Kotflügeln erhältlich. Den Tourenwagen gab es in den Karosseriefarben weinrot oder grau, ebenfalls mit blau-schwarzen Kotflügeln.
Das Modell 28 entstand etwa 2.500 mal, das Modell 27 wurde rund 6.000 mal hergestellt.

### Modelle 30 und 31 (1913)
1913 ersetzten die Modelle 30 (Roadster) und 31 (Tourenwagen) die Typen 28 und 29. Technik und Erscheinungsbild der Vorjahresmodelle wurde übernommen. Den Roadster gab es auch mit zwei zusätzlichen Notsitzen. Erstmals bei Buick gab es in diesem Jahr auf Wunsch elektrische Beleuchtung, deren Batterie (wie vorher der Acetylenentwickler) auf dem rechten Trittbrett untergebracht war. Die mit Holzspeichenräder ausgestatteten Wagen waren mit grauen oder blau-schwarzen Karosserien erhältlich.
Das Modell 30 entstand etwa 3.500 mal, das Modell 31 wurde rund 10.000 mal hergestellt.

### Modelle B-36, B-37 und B-38 (1914)
1914 ersetzten die Modelle B-36 (Roadster) und B-37 (Tourenwagen) die Typen 30 und 31. Den Roadster gab es wiederum nur mit zwei Sitzen (ohne Notsitze). Neu dazu kam ein zweisitziges, geschlossenes Coupé mit 2 Türen, der B-38. Alle diese Fahrzeuge wurden mit neuen Motoren ausgestattet, die bei einem Hubraum von 3.622 cm³ eine Leistung von 35 bhp (25,7 kW) entwickelten. Der Radstand wuchs auf 2.845 mm. Die neuen Karosserien waren rundlicher gestaltet und die Trittbretter waren ohne Zwischenraum an die Karosserie angeschlossen. Die Batterien waren nun im Wagenkasten untergebracht.
Das Roadster-Modell B-36 wurde 2.550 mal gebaut, das Tourenwagen-Modell B-37 entstand 9.050 mal. Vom Coupé-Modell B-38 gab es nur 50 Exemplare.

### Modelle C-36 und C-37 (1915)
1915 hießen die neuen Modelle C-36 (2-sitziger Roadster mit 2 Türen) und C-37 (5-sitziger Tourenwagen mit 4 Türen). Das Coupé war wieder weggefallen. Neu war ein auf Wunsch erhältlicher elektrischer Anlasser. Im Übrigen entsprachen die Wagen den Vorgängermodellen.
2.849 Roadster des Modells C-36 und 12.450 Tourenwagen des Modells C-37 entstanden. Im Folgejahr gab Buick die Herstellung der Vierzylindermodelle auf.

## Quelle
- Kimes, Beverly R. & Clark, Henry A. jun.: Standard Catalog of American Cars 1805–1942. Krause Publications, Iola 1985, ISBN 0-87341-045-9

Im Zeitraum von 1942 bis 1946 gab es aufgrund des Zweiten Weltkrieges nur eine eingeschränkte zivile Fahrzeugproduktion.